# Khenchela (provins)

Khenchelas provins i Algeriet

Khenchela är en provins (wilaya) i nordöstra Algeriet. Provinsen har 384 268 invånare (2008). Khenchela är huvudort.

## Administrativ indelning
Provinsen är indelad i 8 distrikt (daïras) och 21 kommuner (baladiyahs).